# 김미경 (배우)
김미경(1963년 10월 14일 ~ )은 대한민국의 배우이다.

## 학력
- 선화예술중학교
- 선화예술고등학교

## 경력
- 2014년 ~ 서울특별시한부모가족지원센터 홍보대사

## 출연작

### 드라마
- 1999년 SBS 일요드라마 《카이스트》 ... 매점 주인 언니 역
- 1999년 MBC 농촌드라마 《전원일기》... 단역
- 2002년 SBS 주말 특별기획 《대망》 ... 윤여진 시종 역
- 2003년 KBS2 월화 미니시리즈 《상두야 학교가자》
- 2003년 KBS2 수목 미니시리즈 《로즈마리》 ... 조미숙 역
- 2004년 SBS 드라마 스페셜 《햇빛 쏟아지다》 ... 한정도 역
- 2005년 KBS2 월화 미니시리즈 《쾌걸춘향》 ... 부부클리닉 상담가 역
- 2005년 KBS2 단막극 《드라마시티 - 도깨비가 있다》
- 2006년 KBS2 수목 미니시리즈 《굿바이 솔로》 ... 안해영 역
- 2006년 KBS2 월화 미니시리즈 《봄의 왈츠》 ... 미정 모, 김봉희 역
- 2006년 KBS1 저녁 일일연속극 《열아홉 순정》 ... 김옥금 역
- 2006년 OCN 금요 미니시리즈 《썸데이》
- 2007년 MBC 수목 특별기획 《태왕사신기》 ... 바손 역
- 2007년 MBC 아침 일일연속극 《내 곁에 있어》 ... 윤섭 모 역
- 2007년 KBS2 주말연속극 《며느리 전성시대》 ... 오상숙 역
- 2007년 KBS2 수목 미니시리즈 《인순이는 예쁘다》 ... 오명숙 역
- 2008년 MBC 주말 특별기획 《달콤한 인생》 ... 미세스 리 역
- 2008년 MBC 수목 미니시리즈 《누구세요?》 ... 오영희 역
- 2008년 KBS2 수목 특별기획 드라마 《태양의 여자》 ... 박영숙 역
- 2008년 MBC 저녁 일일연속극 《사랑해, 울지마》 ... 한영옥 역
- 2008년 KNN 4부작 특집 단막극 《미세스 사이공》
- 2009년 KBS2 수목 미니시리즈 《파트너》 ... 정재호의 모친 역
- 2009년 MBC 주말 특별기획 드라마 《탐나는도다》 ... 버진 모, 최잠녀 역
- 2009년 KBS2 아침 일일연속극 《다 줄거야》 ... 최용심 역
- 2009년 MBC 수목 미니시리즈 《히어로》 ... 김복순 역
- 2010년 KBS2 월화 미니시리즈 《부자의 탄생》 ... 강우 엄마 역
- 2010년 MBC 4부작 특집 단막극 《런닝, 구》 ... 은미 역
- 2010년 KBS2 월화 미니시리즈 《성균관 스캔들》 ... 조씨 부인 역
- 2010년 KBS2 단막극 《KBS 드라마 스페셜 - 가족의 비밀》
- 2010년 SBS 주말 특별기획 《시크릿 가든》 ... 백숙집 아줌마 역
- 2011년 SBS 주말극장 《내사랑 내곁에》 ... 최은희 역
- 2011년 KBS2 단막극 《KBS 드라마 스페셜 연작 시리즈 - 헤어쇼》 ... 박정래 역
- 2011년 KBS2 월화 미니시리즈 《동안미녀》 ... 백 부장 역
- 2011년 MBC 월화 창사특별기획 《빛과 그림자》 ... 김금례 역
- 2011년 MBN 주말 미니시리즈 《왓츠업》 ... 양수정 교수 역
- 2012년 KBS2 단막극 《KBS 드라마 스페셜 연작 시리즈 - 보통의 연애》 ... 신여사 역
- 2012년 MBC 월화 미니시리즈 《골든타임》 ... 민우 모 역
- 2012년 SBS 월화 특별기획 《신의》 ... 최 상궁 역
- 2012년 MBC 수목 미니시리즈 《보고싶다》 ... 송미정 역 (특별출연)
- 2013년 MBC 수목 미니시리즈 《7급 공무원》 ... 오막내 역
- 2013년 KBS2 미니시리즈 《천명: 조선판 도망자 이야기》 ... 장금 역
- 2013년 SBS 드라마 스페셜 《너의 목소리가 들려》 ... 선채옥 역
- 2013년 SBS 드라마 스페셜 《주군의 태양》 ... 주성란 역
- 2013년 SBS 드라마 스페셜 《상속자들》 ... 차은상 모, 박희남 역
- 2014년 KBS2 월화 미니시리즈 《빅맨》 ... 소미라 모 역
- 2014년 MBC 저녁 일일연속극 《소원을 말해봐》 ... 이정숙 역
- 2014년 SBS 드라마 스페셜 《괜찮아, 사랑이야》 ... 해수 모 역
- 2014년  tvN 금토 미니시리즈 《아홉수 소년》 ... 구복자 역
- 2014년 KBS2 월화 미니시리즈 《힐러》 ... 조민자 역
- 2015년 tvN 금토 미니시리즈 《슈퍼대디 열》 ... 황지우 원장 역
- 2015년 SBS 드라마 스페셜 《용팔이》 ... 외과수간 역
- 2015년 MBC 월화 특별기획 《화려한 유혹》 ... 최강자 역
- 2016년 tvN 월화 미니시리즈 《또! 오해영》 ... 황덕이 역
- 2016년 MBC 저녁 일일연속극 《행복을 주는 사람》 ... 박복애 역
- 2017년 tvN 월화 미니시리즈 《내성적인 보스》 ... 채로운의 어머니 역
- 2017년 SBS 드라마 스페셜 《사임당, 빛의 일기》 ... 선관장 역
- 2017년 웹드라마 《아이리시 어퍼컷》 ... 김차사 역
- 2017년 KBS2 월화 미니시리즈 《쌈 마이웨이》 ... 찬숙 모 역
- 2017년 MBC 월화 미니시리즈 《20세기 소년소녀》 ... 김미경 역
- 2018년 TV조선 주말 미니시리즈 《대군 - 사랑을 그리다》 ... 죽산 안씨 역
- 2018년 KBS2 주말연속극 《같이 살래요》 ... 정진희 역
- 2018년 SBS 월화 미니시리즈 《복수가 돌아왔다》 ... 이정순 역
- 2019년 tvN 수목 미니시리즈 《그녀의 사생활》 ... 고영숙 역
- 2019년 채널A 금토 미니시리즈 《평일 오후 세시의 연인》 ... 나애자 역
- 2019년 SBS 월화 미니시리즈 《VIP》 ... 계미옥 역
- 2020년 tvN 주말 미니시리즈 《하이바이, 마마!》 ... 전은숙 역
- 2020년 tvN 주말 미니시리즈 《사이코지만 괜찮아》 ... 강순덕 역
- 2020년 JTBC 수목 미니시리즈 《우리, 사랑했을까》 ... 최향자 역
- 2020년 MBC 수목 미니시리즈 《내가 가장 예뻤을 때》 ... 김고운 역
- 2020년 JTBC 월화 미니시리즈 《18 어게인》 ... 여인자 역
- 2021년 JTBC 월화 미니시리즈 《선배 그 립스틱 바르지 마요》 ... 재신의 어머니 역 (특별출연)
- 2021년 KBS2 수목 미니시리즈 《대박부동산》 ... 염 사장 역 (특별출연)
- 2022년 JTBC 주말 미니시리즈 《기상청 사람들: 사내연애 잔혹사 편》 ... 배수자 역
- 2022년 카카오TV 웹 시리즈 《결혼백서》... 이달영 역
- 2022년 Netflix 오리지널 시리즈 《블랙의 신부》
- 2022년 SBS 월화 미니시리즈 《트롤리》 … 우진석 역
- 2023년 JTBC 주말 미니시리즈 《대행사》 ... 서은자 역
- 2023년 tvN 주말 미니시리즈 《일타 스캔들》 ... 정영순 역
- 2023년 JTBC 주말 미니시리즈 《닥터 차정숙》 … 오덕례 역
- 2023년 ENA 월화 미니시리즈 《사랑한다고 말해줘》 … 나애숙 역
- 2023년 JTBC 주말 미니시리즈 《웰컴투 삼달리》 … 고미자 역
- 2023년 TVING 오리지널 시리즈 《이재, 곧 죽습니다》 … 최이재 엄마 역
- 2024년 MBC 주말 미니시리즈 《밤에 피는 꽃》 ... 유금옥 역
- 2024년 MBC 금토 미니시리즈 《백설공주에게 죽음을 - Black Out》 … 정금희 역
- 2025년 tvN 월화 미니시리즈 《견우와 선녀》 ... 신어머니 (동천장군) 역
- 2025년 tvN 월화 미니시리즈 《첫, 사랑을 위하여》 … 정문희 역
- 2025년 Netflix 오리지널 시리즈 《다 이루어질지니》

### 시트콤
- 2008년 MBC 일일시트콤 《코끼리》 ... 엄마 역
- 2016년 KBS2 금요시트콤 《마음의 소리》 ... 권정권 역
- 2017년 KBS2 금토 미니시트콤 《고백부부》 ... 고은숙 역

### 영화
- 1986년 《이장호의 외인구단》
- 1993년 《비명도시》
- 2001년 《봄날은 간다》 ... 밴드부 선생님 역
- 2003년 《아카시아》 ... 산모 2 역
- 2004년 《바람의 전설》 ... 떡볶이 아줌마 역
- 2004년 《S 다이어리》 ... 유인 모 역
- 2007년 《별별 이야기 2 - 여섯 빛깔 무지개》 ... 아내/할머니 목소리 역
- 2007년 《밀양》 ... 양장점 주인 역
- 2007년 《궁녀》 ... 심 상궁 역
- 2011년 《글러브》 ... 원장 수녀 역
- 2011년 《블라인드》 ... 원장 역
- 2011년 《오직 그대만》 ... 요안나 수녀 역
- 2011년 《그녀의 13월》 ... 여경 모 역
- 2015년 《퇴마: 무녀굴》 ... 춘애 역
- 2019년 《암전》 ... 영화과 지도교수 역 (특별출연)
- 2019년 《82년생 김지영》 - 미숙 역
- 2021년 《새콤달콤》 - 이장혁 엄마 역

### 광고
- 2017년 농림축산식품부
- 2020년 아모레퍼시픽 아이오페 레티놀 엑스퍼트 0.1% (with 배다빈)
- 2021년 NH농협은행 NH자산+ (with 강하늘, 한소희, 이준혁)
- 2021년 에이블리 (with 표예진, 김승욱)

### 연극
- 1985년 《한씨연대기》
- 1988년 《새들도 세상을 뜨는구나》
- 1990년 《최선생》

### 라디오 프로그램
- 2016년 EBS FM 《EBS 책 읽는 라디오 낭독 시리즈》

## 수상 및 후보
| 연도 | 시상식                      | 부문                           | 작품                                        | 결과 |
| ---- | --------------------------- | ------------------------------ | ------------------------------------------- | ---- |
| 1990 | 제26회 백상예술대상         | 연극부문 여자 신인연기상       | 최선생                                      | 수상 |
| 2013 | SBS 연기대상                | 미니시리즈부문 여자 특별연기상 | 주군의 태양, 상속자들                       | 수상 |
| 2017 | MBC 연기대상                | 연속극부문 여자 최우수연기상   | 행복을 주는 사람                            | 수상 |
| 2020 | 제56회 백상예술대상         | 영화부문 여자 조연상           | 82년생 김지영                               | 후보 |
| 2020 | 제25회 춘사영화제           | 여우조연상                     | 82년생 김지영                               | 수상 |
| 2020 | 제40회 한국영화평론가협회상 | 여우조연상                     | 82년생 김지영                               | 수상 |
| 2021 | 제41회 청룡영화상           | 여우조연상                     | 82년생 김지영                               | 후보 |
| 2021 | 제40회 황금촬영상           | 여우조연상                     | 82년생 김지영                               | 수상 |
| 2024 | MBC 연기대상                | 여자 조연상                    | 밤에 피는 꽃, 백설공주에게 죽음을-Black Out | 수상 |

## 가족 관계
- 어머니: 심빈유 ( ~ 2024년 7월 3일)
- 배우자: 박근원
  - 딸: 박소이 (1997년 ~ )
- 언니: 김승혜, 김경혜
- 동생: 김화영